# Bundestagswahlkreis Nienburg II – Schaumburg
Der Bundestagswahlkreis Nienburg II – Schaumburg (Wahlkreis 40) liegt in Niedersachsen und umfasst den Landkreis Schaumburg sowie den Landkreis Nienburg/Weser ohne die Samtgemeinden Eystrup, Uchte und Grafschaft Hoya, die zum Wahlkreis Diepholz – Nienburg I gehören.

## Wahlkreisgeschichte
| Wahl      | Wahlkreisname                  | Gebiet                                                                                          |
| --------- | ------------------------------ | ----------------------------------------------------------------------------------------------- |
| 1949      | 22 Nienburg – Schaumburg-Lippe | Landkreis Schaumburg-Lippe, Landkreis Nienburg/Weser ohne das Amt Uchte                         |
| 1953–1961 | 44 Nienburg – Schaumburg-Lippe | Landkreis Schaumburg-Lippe, Landkreis Nienburg/Weser ohne das Amt Uchte                         |
| 1965–1976 | 35 Schaumburg                  | Landkreis Schaumburg-Lippe, Landkreis Grafschaft Schaumburg, Landkreis Neustadt am Rübenberge   |
| 1980–1998 | 34 Nienburg – Schaumburg       | Landkreis Schaumburg, Landkreis Nienburg/Weser                                                  |
| 2002–2005 | 40 Nienburg II – Schaumburg    | Landkreis Schaumburg, Landkreis Nienburg/Weser ohne die Samtgemeinden Uchte und Grafschaft Hoya |
| 2009      | 41 Nienburg II – Schaumburg    | Landkreis Schaumburg, Landkreis Nienburg/Weser ohne die Samtgemeinden Uchte und Grafschaft Hoya |
| 2013      | 40 Nienburg II – Schaumburg    | Landkreis Schaumburg, Landkreis Nienburg/Weser ohne die Samtgemeinden Uchte und Grafschaft Hoya |
| 2017      | 40 Nienburg II – Schaumburg    | Landkreis Schaumburg, Landkreis Nienburg/Weser ohne die Samtgemeinden Uchte und Grafschaft Hoya |

## Wahlkreisabgeordnete
| Wahl | Abgeordneter | Abgeordneter        | Partei | Stimmen in % |
| ---- | ------------ | ------------------- | ------ | ------------ |
| 1949 |              | Otto Heinrich Greve | SPD    | 35,7         |
| 1953 | 35,6         | Otto Heinrich Greve | SPD    |              |
| 1957 | 39,2         | Otto Heinrich Greve | SPD    |              |
| 1961 |              | Gustav Heinemann    | SPD    | 44,3         |
| 1965 |              | Friedrich Blume     | SPD    | 47,4         |
| 1969 |              | Friedel Schirmer    | SPD    | 52,4         |
| 1972 | 56,8         | Friedel Schirmer    | SPD    |              |
| 1976 | 52,0         | Friedel Schirmer    | SPD    |              |
| 1980 | 52,3         | Friedel Schirmer    | SPD    |              |
| 1983 |              | Helmut Rode         | CDU    | 48,2         |
| 1987 |              | Ernst Kastning      | SPD    | 45,9         |
| 1990 |              | Helmut Rode         | CDU    | 45,5         |
| 1994 |              | Ernst Kastning      | SPD    | 47,1         |
| 1998 |              | Sebastian Edathy    | SPD    | 51,8         |
| 2002 | 53,9         | Sebastian Edathy    | SPD    |              |
| 2005 | 51,6         | Sebastian Edathy    | SPD    |              |
| 2009 | 41,4         | Sebastian Edathy    | SPD    |              |
| 2013 | 44,6         | Sebastian Edathy    | SPD    |              |
| 2017 |              | Maik Beermann       | CDU    | 40,6         |
| 2021 |              | Marja-Liisa Völlers | SPD    | 35,3         |
| 2025 | 31,7         | Marja-Liisa Völlers | SPD    |              |

## Wahlergebnisse

### Bundestagswahl 2025
| Kandidaten                                             | Kandidaten                       | Parteien/Listen       | Erststimmen | Erststimmen | Zweitstimmen | Zweitstimmen |
| Kandidaten                                             | Kandidaten                       | Parteien/Listen       | Stimmen     | %           | Stimmen      | %            |
| ------------------------------------------------------ | -------------------------------- | --------------------- | ----------- | ----------- | ------------ | ------------ |
|                                                        | Marja-Liisa Völlersgewählt im WK | SPD                   | 49.658      | 31,7        | 38.093       | 24,3         |
|                                                        | Matthias Florian Wehrung         | CDU                   | 44.793      | 28,6        | 42.911       | 27,4         |
|                                                        | Sven Frings-Michalek             | Bündnis 90/Die Grünen | 11.725      | 7,5         | 15.550       | 9,9          |
|                                                        | Fabian Horn                      | FDP                   | 4.384       | 2,8         | 5.936        | 3,8          |
|                                                        | Rocco Kever                      | AfD                   | 31.470      | 20,1        | 32.252       | 20,6         |
|                                                        | Anne-Mieke Bremer                | Die Linke             | 8.669       | 5,5         | 10.235       | 6,5          |
|                                                        | Rolf Sieling                     | Freie Wähler          | 2.635       | 1,7         | 1.583        | 1,0          |
|                                                        | Marcel Rudolf                    | Die PARTEI            | 1.651       | 1,1         | 763          | 0,5          |
|                                                        | Maximilian Ochs                  | Volt                  | 1.015       | 0,6         | 724          | 0,5          |
|                                                        | –                                | Tierschutzpartei      | –           | –           | 1.985        | 1,3          |
|                                                        | –                                | dieBasis              | –           | –           | 317          | 0,2          |
|                                                        | –                                | PIRATEN               | –           | –           | 248          | 0,2          |
|                                                        | –                                | PdH                   | –           | –           | 131          | 0,1          |
|                                                        | –                                | MLPD                  | –           | –           | 30           | 0,0          |
|                                                        | –                                | BÜNDNIS DEUTSCHLAND   | –           | –           | 189          | 0,1          |
|                                                        | –                                | BSW                   | –           | –           | 5.745        | 3,7          |
|                                                        | Niklas Nietfeld                  | Einzelbewerber        | 424         | 0,3         | –            | –            |
| Gesamt                                                 | Gesamt                           | Gesamt                | 156.424     | 100         | 156.692      | 100          |
|                                                        |                                  |                       |             |             |              |              |
| Ungültige Stimmen                                      | Ungültige Stimmen                | Ungültige Stimmen     | 1.089       | 0,7         | 821          | 0,5          |
| Wähler                                                 | Wähler                           | Wähler                | 157.513     | 82,5        | 157.513      | 82,5         |
| Wahlberechtigte                                        | Wahlberechtigte                  | Wahlberechtigte       | 191.029     |             | 191.029      |              |
|                                                        |                                  |                       |             |             |              |              |
| Quellen: Die Bundeswahlleiterin, Kandidaten – Ergebnis |                                  |                       |             |             |              |              |

### Bundestagswahl 2021
Bei der Bundestagswahl 2021 sind für den Wahlkreis 40 24 Parteien mit Landeslisten und zwölf Kandidaten für das Direktmandat angetreten. Die Wahlbeteiligung lag bei 73,7 %.
| Direktkandidat      | Partei           | Erststimmen in % | Zweitstimmen in % |
| ------------------- | ---------------- | ---------------- | ----------------- |
| Maik Beermann       | CDU              | 30,9             | 24,0              |
| Marja-Liisa Völlers | SPD              | 35,3             | 34,9              |
| Anton van den Born  | FDP              | 6,2              | 10,0              |
| Thorsten Althaus    | AfD              | 8,3              | 8,8               |
| Katja Keul          | GRÜNE            | 12,8             | 14,1              |
| Lennart Jan Dahms   | DIE LINKE        | 2,2              | 2,7               |
| –                   | Die PARTEI       | –                | 0,9               |
| Gabriele Tautz      | Tierschutzpartei | 2,0              | 1,5               |
| Sabine Hartung      | FREIE WÄHLER     | 1,2              | 0,9               |
| –                   | PIRATEN          | –                | 0,4               |
| –                   | NPD              | –                | 0,1               |
| –                   | V-Partei³        | –                | 0,1               |
| –                   | ÖDP              | –                | 0,1               |
| –                   | MLPD             | –                | 0,0               |
| –                   | DKP              | –                | 0,0               |
| Rainer Schippers    | dieBasis         | 1,0              | 1,0               |
| –                   | du.              | –                | 0,1               |
| –                   | LKR              | –                | 0,0               |
| –                   | Die Humanisten   | –                | 0,1               |
| –                   | Team Todenhöfer  | –                | 0,2               |
| –                   | Volt             | –                | 0,2               |
| Heinz Weich         | Einzelbewerber   | 0,2              | –                 |

### Bundestagswahl 2017
Zur Bundestagswahl 2017 am 24. September wurden 7 Direktkandidaten und 18 Landeslisten zugelassen.
| Direktkandidat      | Partei           | Erststimmen in % | Zweitstimmen in % |
| ------------------- | ---------------- | ---------------- | ----------------- |
| Maik Beermann       | CDU              | 40,64            | 34,26             |
| Marja-Liisa Völlers | SPD              | 32,73            | 29,73             |
| Pascal Stüber       | AfD              | 9,14             | 10,26             |
| Katja Keul          | GRÜNE            | 7,70             | 8,12              |
| Daniel Winter       | FDP              | 4,49             | 8,53              |
| Torben Franz        | DIE LINKE.       | 4,49             | 5,69              |
| Martina Broschei    | PIRATEN          | 0,80             | 0,37              |
| –                   | NPD              | –                | 0,28              |
| –                   | Tierschutzpartei | –                | 1.01              |
| –                   | FREIE WÄHLER     | –                | 0,32              |
| –                   | MLPD             | –                | 0,03              |
| –                   | DiB              | –                | 0,12              |
| –                   | DKP              | –                | 0,01              |
| –                   | BGE              | –                | 0,13              |
| –                   | DM               | –                | 0,19              |
| –                   | ÖDP              | –                | 0,08              |
| –                   | Die PARTEI       | –                | 0,73              |
| –                   | V-Partei³        | –                | 0,12              |

### Bundestagswahl 2013
Diese fand am 22. September 2013 statt. Es wurden 7 Direktkandidaten und 14 Landeslisten zugelassen.
| Direktkandidat    | Partei           | Erststimmen in % | Zweitstimmen in % |
| ----------------- | ---------------- | ---------------- | ----------------- |
| Sebastian Edathy  | SPD              | 44,6             | 36,3              |
| Maik Beermann     | CDU              | 41,6             | 40,0              |
| Katja Keul        | GRÜNE            | 5,8              | 8,1               |
| Torben Franz      | DIE LINKE.       | 3,3              | 4,3               |
| Ralf Kirstan      | FDP              | 1,4              | 3,6               |
| –                 | AfD              | –                | 3,9               |
| Bernd Riensch     | PIRATEN          | 1,9              | 1,5               |
| Brigitte Kallweit | NPD              | 1,3              | 0,9               |
| –                 | Tierschutzpartei | –                | 0,8               |
| –                 | FREIE WÄHLER     | –                | 0,3               |
| –                 | PBC              | –                | 0,2               |
| –                 | pro Deutschland  | –                | 0,1               |
| –                 | REP              | –                | 0,1               |
| –                 | MLPD             | –                | 0,0               |

### Bundestagswahl 2009
| Direktkandidat     | Partei     | Erststimmen | Zweitstimmen |
| ------------------ | ---------- | ----------- | ------------ |
| Sebastian Edathy   | SPD        | 41,4 %      | 33,0 %       |
| Christopher Wuttke | CDU        | 37,2 %      | 32,2 %       |
| Katja Keul         | GRÜNE      | 7,2 %       | 9,7 %        |
| Heiner Schülke     | FDP        | 6,1 %       | 12,5 %       |
| Dietmar Mattiat    | Die Linke. | 6,2 %       | 7,6 %        |
| Sonstige           | Sonstige   | 1,8 %       | 5,0 %        |

### Bundestagswahl 2005
| Direktkandidat     | Partei     | Erststimmen | Zweitstimmen |
| ------------------ | ---------- | ----------- | ------------ |
| Sebastian Edathy   | SPD        | 51,6 %      | 47,0 %       |
| Hermann Bartels    | CDU        | 36,8 %      | 32,5 %       |
| Friedrich Naehring | GRÜNE      | 3,3 %       | 6,1 %        |
| Lothar Biege       | FDP        | 3,5 %       | 8,1 %        |
| Ulrich Witteler    | Die Linke. | 3,0 %       | 3,6 %        |
| Sonstige           | Sonstige   | 1,8 %       | 2,7 %        |